# روني فيلاسكيز
روني فيلاسكيز (بالإسبانية: Ronny Velásquez)‏ هو كاتب ومؤلف فنزويلي، ولد في 31 أغسطس 1951.